# Општина Доробанцу (Тулћа)
Доробанцу (рум. Dorobanţu) општина је у Румунији у округу Тулћа.
Oпштина се налази на надморској висини од 108 m.